# نیکیتینسکایا
نیکیتینسکایا (به لاتین: Nikitinskaya) یک منطقهٔ مسکونی در روسیه است که در استان آرخانگلسک واقع شده‌است.